# Panaxia ladakensis
Panaxia ladakensis är en fjärilsart som beskrevs av P.Reich 1933. Panaxia ladakensis ingår i släktet Panaxia och familjen björnspinnare. Inga underarter finns listade i Catalogue of Life.